# Grażka
Grażka – piosenka polskiej grupy Domowe Melodie, tworzącej w stylistyce lo-fi. To nieformalny drugi singel z debiutanckiej płyty zespołu (po nieoficjalnie promowanym utworze "Zbyszek"). Dzięki poruszanej tematyce aborcji prezentowanej kontrastowo w lekkim anturażu, z wręcz jowialną kompozycją, utwór stał się szybko popularny. Zadebiutował na 2. miejscu Listy Przebojów Trójki, by tydzień później znaleźć się na 1. pozycji. Wideoklip "Grażka", opublikowany w serwisie YouTube 24 czerwca 2012 r. był do lipca 2018 odtwarzany ponad 6 milionów razy.

## Twórcy
- Justyna Chowaniak – muzyka i tekst, śpiew
- Staszek Czyżewski – kontrabas
- Kuba Dykiert – ukulele

## Notowania
| Lista                              | Pozycja |
| ---------------------------------- | ------- |
| Lista Przebojów Programu Trzeciego | 1       |
| Lista Przebojów Radia Merkury      | 7       |